# Ruperto Sagasti
Ruperto Sagasti San-Vicente, ros. Руперто Рупертович Сагасти Сан-Висенте (ur. 27 listopada 1923 w Bilbao, Hiszpania, zm. 25 listopada 2008 w Moskwie, Rosja) – rosyjski piłkarz pochodzenia hiszpańskiego, grający na pozycji napastnika, trener piłkarski.

## Kariera piłkarska

### Kariera klubowa
Po wybuchu wojny domowej w Hiszpanii, w grupie dzieci został przywieziony do Związku Radzieckiego. Miał wtedy 12 lat. Wychowanek Szkoły Piłkarskiej Spartak Odessa. Po zakończeniu II wojny światowej grał przez pięć sezonów w klubie Krylja Sowietow Moskwa. W 1949 przeszedł do Spartaka Moskwa. W 1952 zakończył swoją karierę piłkarską w zespole Daugava Ryga.

## Kariera trenerska
Po zakończeniu kariery piłkarskiej pracował jako wykładowca, był starszym asystentem na Wydziale Piłki Nożnej GCOLIFK w Moskwie (1958–1976, 1979–2008). W latach 1977–1978 trenował algierski klub CA Batna. Zmarł 25 listopada 2008 w Moskwie.

## Sukcesy i odznaczenia

### Sukcesy klubowe
- brązowy medalista Mistrzostw ZSRR: 1949